# Plymouth Colt
Plymouth Colt – samochód osobowy klasy kompaktowej i klasy aut miejskich produkowany pod amerykańską marką Plymouth w latach 1975 – 1994.

## Pierwsza generacja

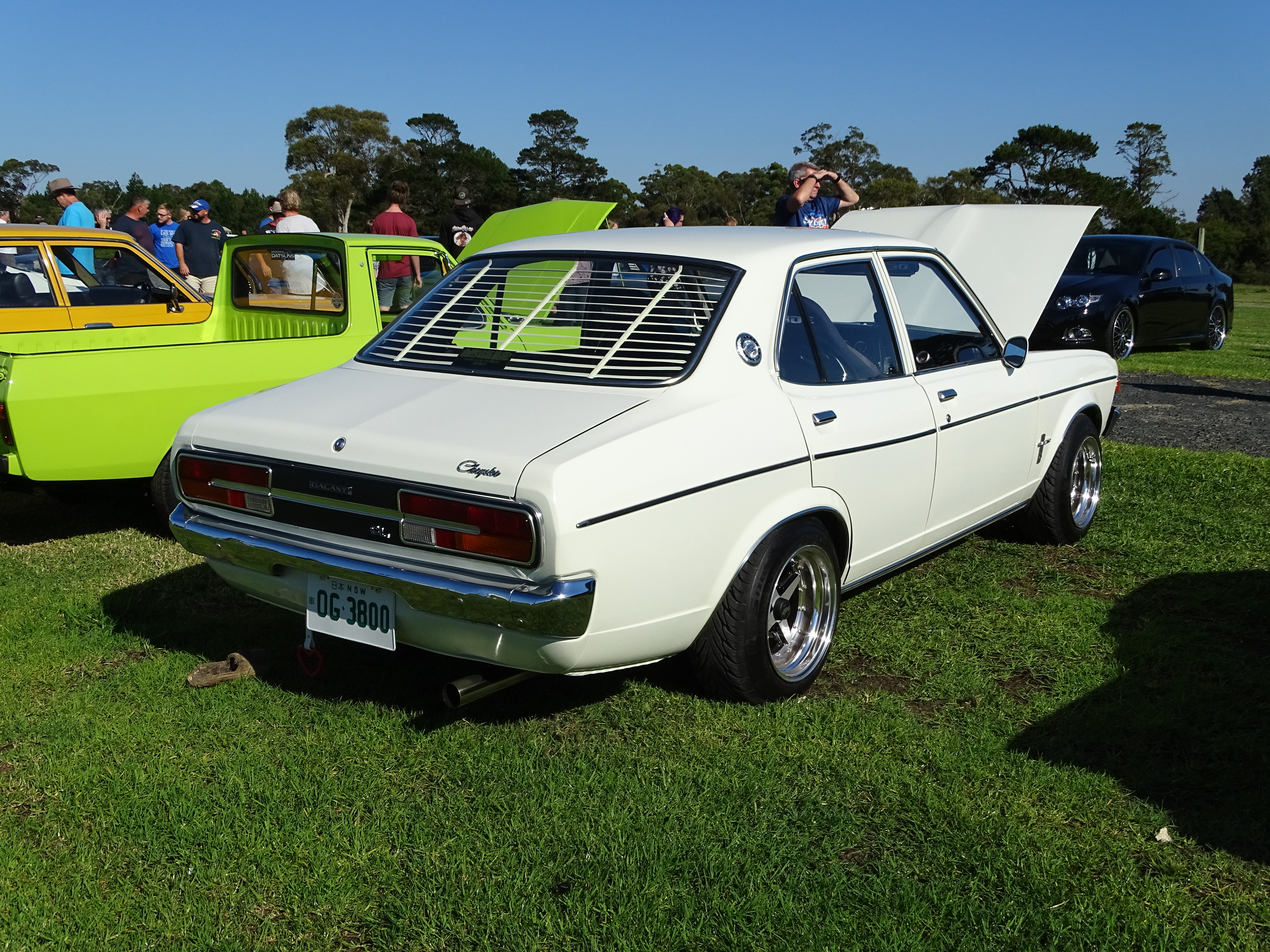
Plymouth Colt I - tył

Plymouth Colt I został zaprezentowany po raz pierwszy w 1975 roku.
Przy okazji prezentacji drugiej generacji Dodge'a Colta w 1973 roku, jego bliźniacza odmiana na rynek kanadyjski ponownie nosiła początkowo nazwę Plymouth Cricket.
Po dwóch latach produkcji, także i w Kanadzie pojazd przemianowano na „Colt”. Podobnie jak model ze znaczkiem Dodge'a, Plymouth Colt pierwszej generacji był bliźniaczą wersją japońskiego Mitsubishi Galant. Samochód wyróżniał się drobnymi wizualnymi różnicami względem protoplasty.

### Silniki
- L4 1.6l 4G32
- L4 2.0l G52B

## Druga generacja

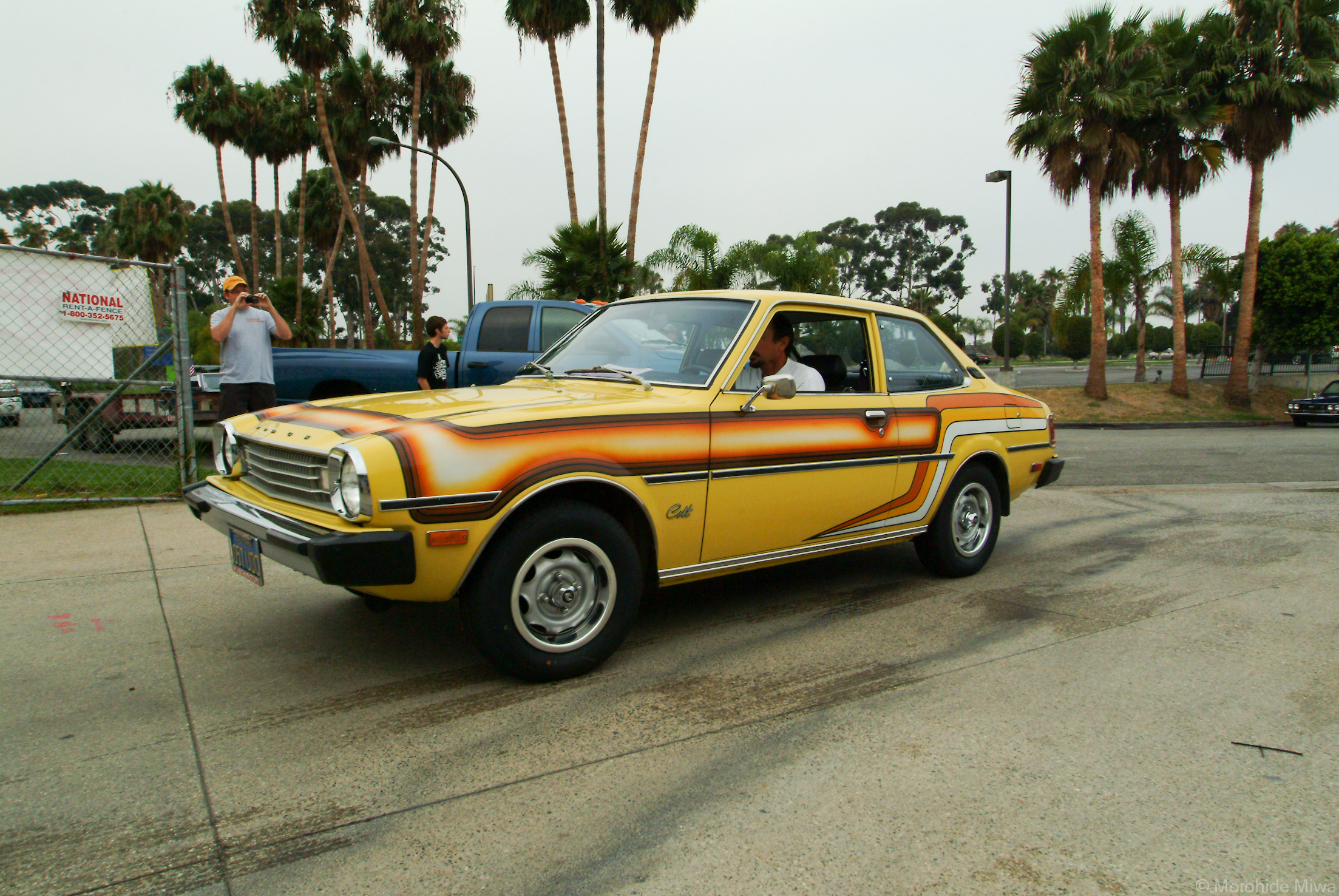
Plymouth Colt II

Plymouth Colt II został zaprezentowany po raz pierwszy w 1977 roku.
W przypadku drugiej odsłony Plymoutha Colta, Plymouth podjął decyzję o zmianie modelu, który będzie importowany do Kanady z japońskich zakładów Mitsubishi w ramach umowy o kooperacji. 
Tym razem był to model Lancer pierwszej generacji, przez co Colt II zyskał zwartą sylwetkę typową dla kompaktowego samochodu.

### Silniki
- L4 1.6l 4G32
- L4 2.6l 4G54

## Trzecia generacja

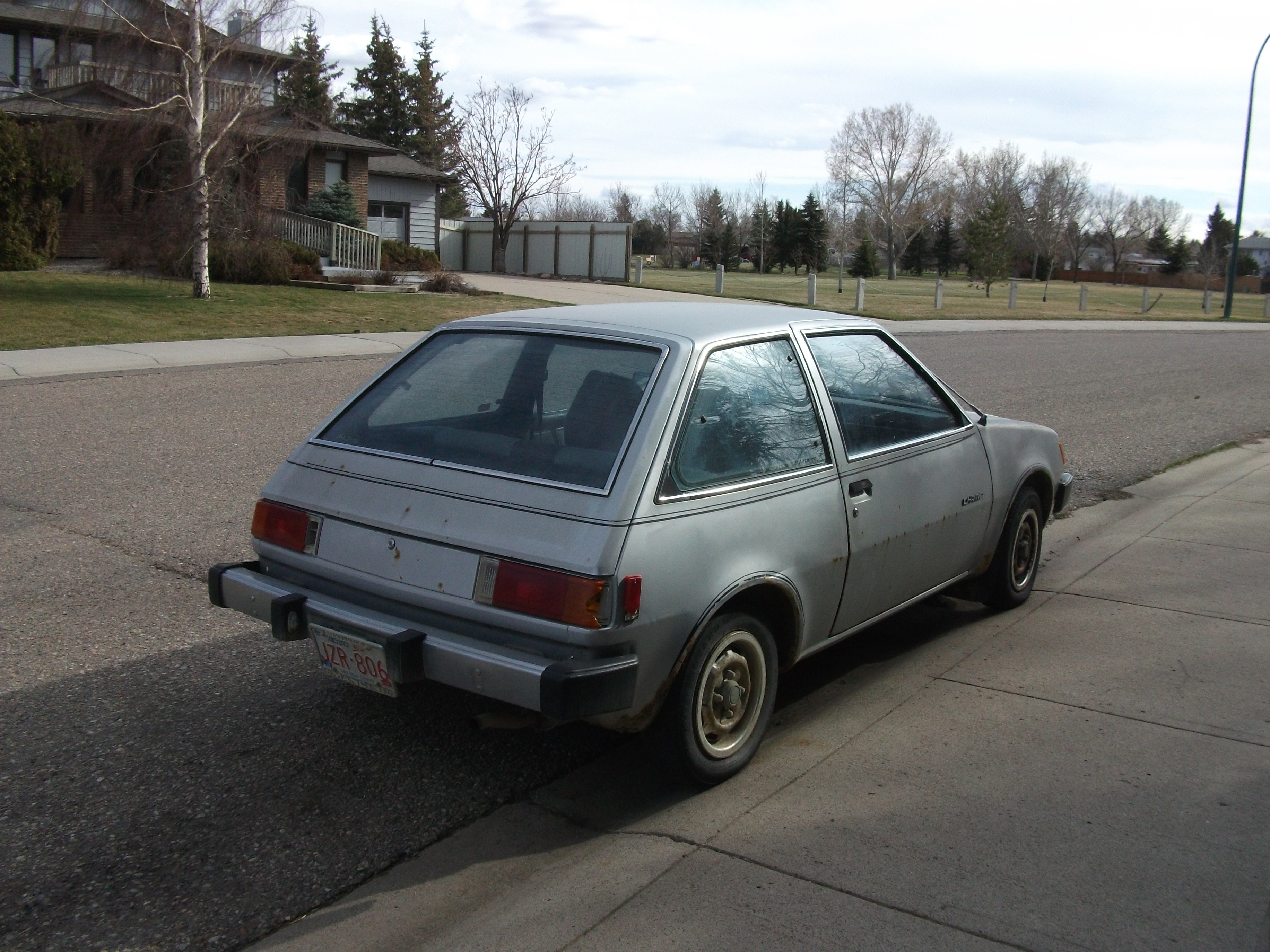
Plymouth Champ - tył

Plymouth Colt III został zaprezentowany po raz pierwszy w 1979 roku.
Przy okazji prezentacji następcy drugiego wcielenia Plymoutha Colta, koncern Chrysler podjął decyzję o zmianie modelu Mitsubishi, na którym został oparty kanadyjski wariant samochodu – był to miejski model Mirage. 
Samochód otrzymał nową nazwę – Plymouth Champ, pod którą oferowano go do 1982 roku. Wtedy to Plymouth przywrócił do użytku nazwę Colt, oferując pod nią przez kolejne dwa lata model na rynku kanadyjskim.

### Silniki
- L4 4G12
- L4 4G32
- L4 4G32T

## Czwarta generacja

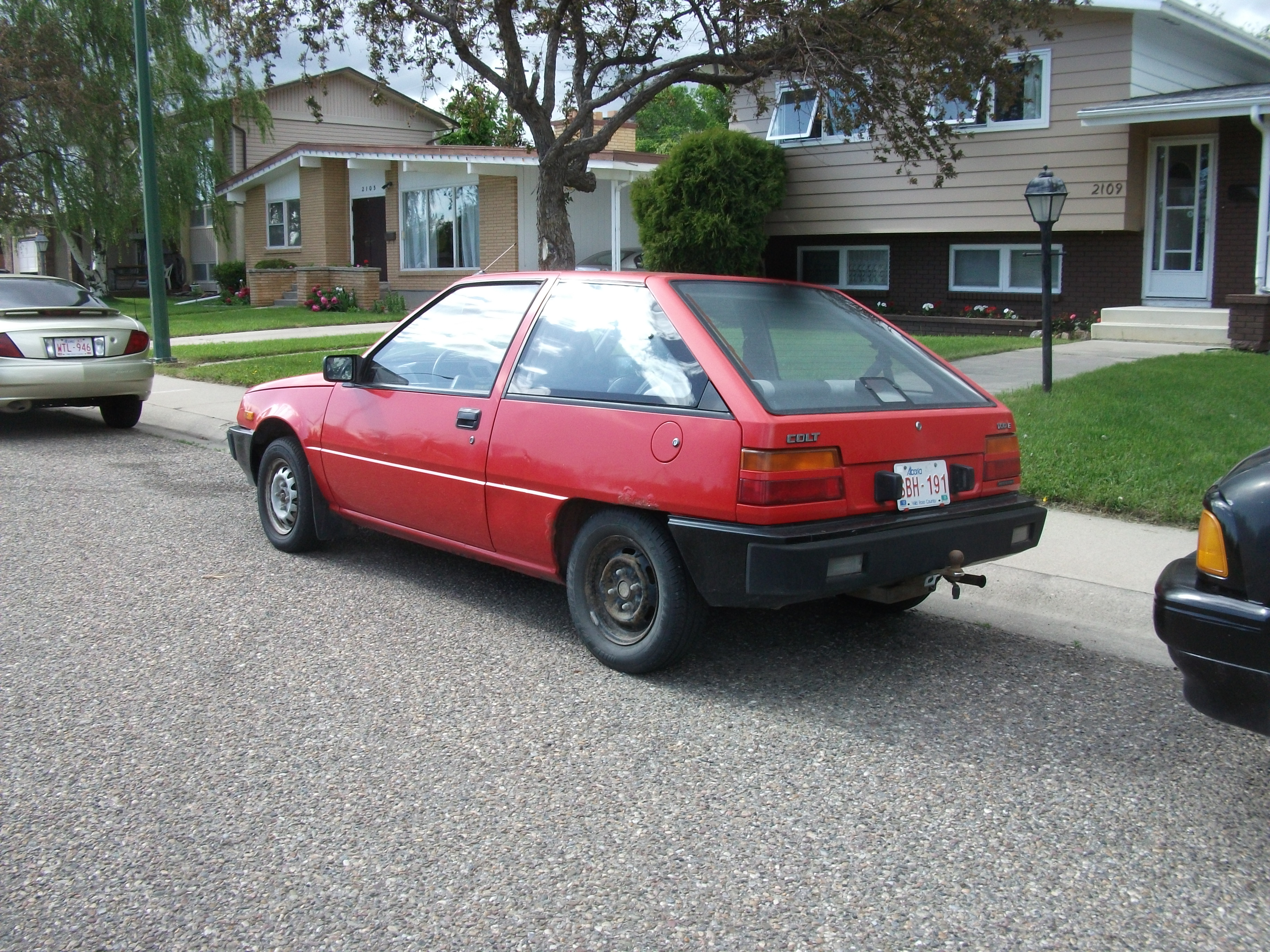
Plymouth Colt IV - tył

Plymouth Colt IV został zaprezentowany po raz pierwszy w 1984 roku.
Wraz ze zmianami w ofercie Mitsubishi, Plymouth przedstawił kolejną odsłonę modelu Colt. 
Podobnie jak oferowany w Stanach Zjednoczonych Dodge Colt, samochód zyskał specyficzne kanciaste proporcje i obszerniejsze nadwozie, identyczne co w przypadku europejskiego Mitsubishi Colt. Plymouth Colt IV po raz ostatni był samochodem przeznaczonym wyłącznie na rynek kanadyjski, dla którego równolegle wprowadzono do sprzedaży jeszcze inny bliźniaczy model - Eagle Vista.

### Silniki
- L4 1.5l G15B
- L4 1.6l 4G32

## Piąta generacja

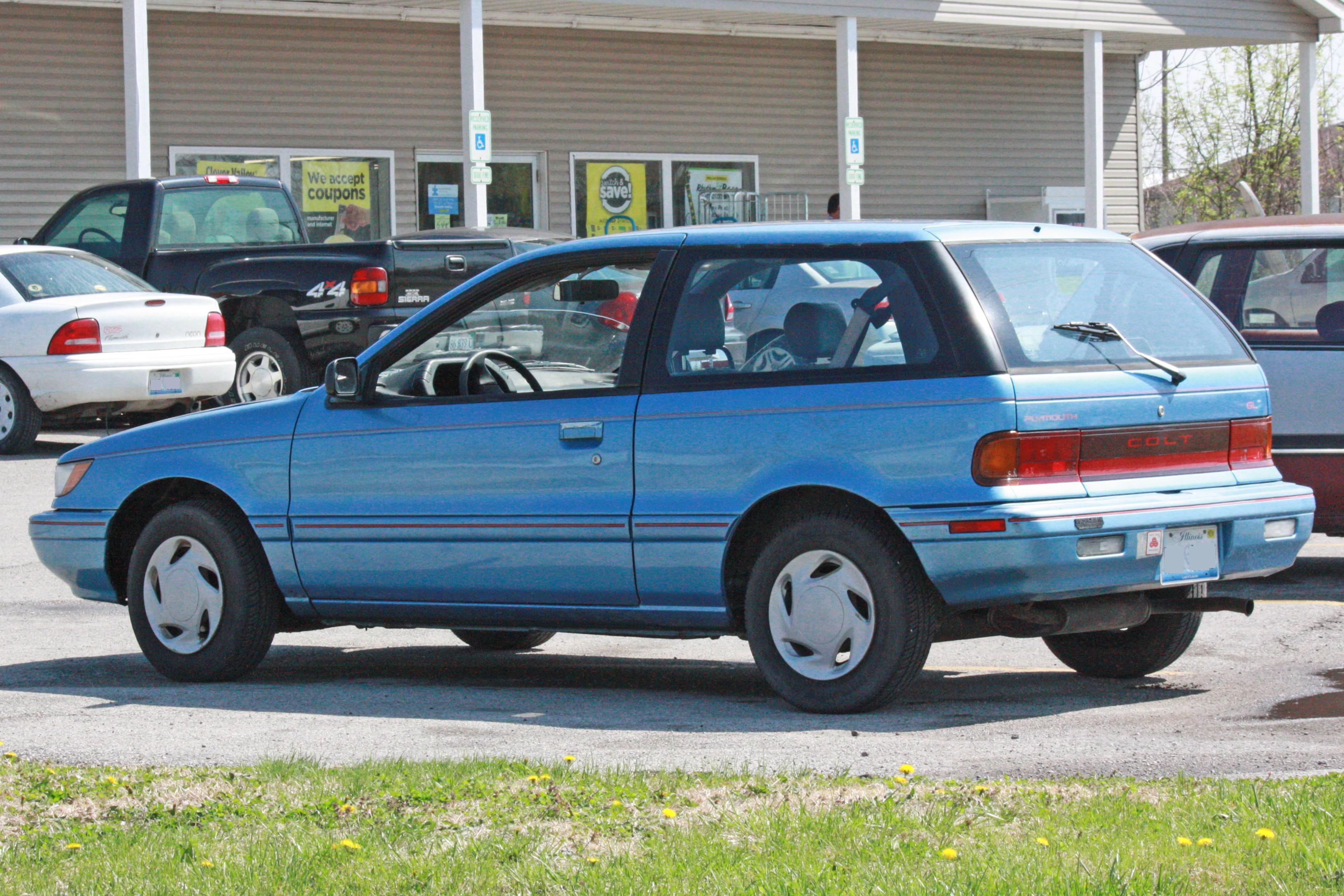
Plymouth Colt V - tył

Plymouth Colt V został zaprezentowany po raz pierwszy w 1989 roku.
Plymouth Colt piątej generacji zyskał bardziej awangardowy wygląd, z charakterystycznie ukształtowanymi reflektorami i szpiczastym przodem na czele. 
Pierwszy raz samochód nie był już kanadyjską odmianą Dodge Colta, lecz bliźniaczym modelem oferowanym w obu krajach równolegle – także z japońskim odpowiednikiem Mitsubishi Mirage i modelem Eagle Summit.

### Silniki
- L4 1.5l 4G15
- L4 1.5l 4G61
- L4 1.6l 4G61T

## Szósta generacja

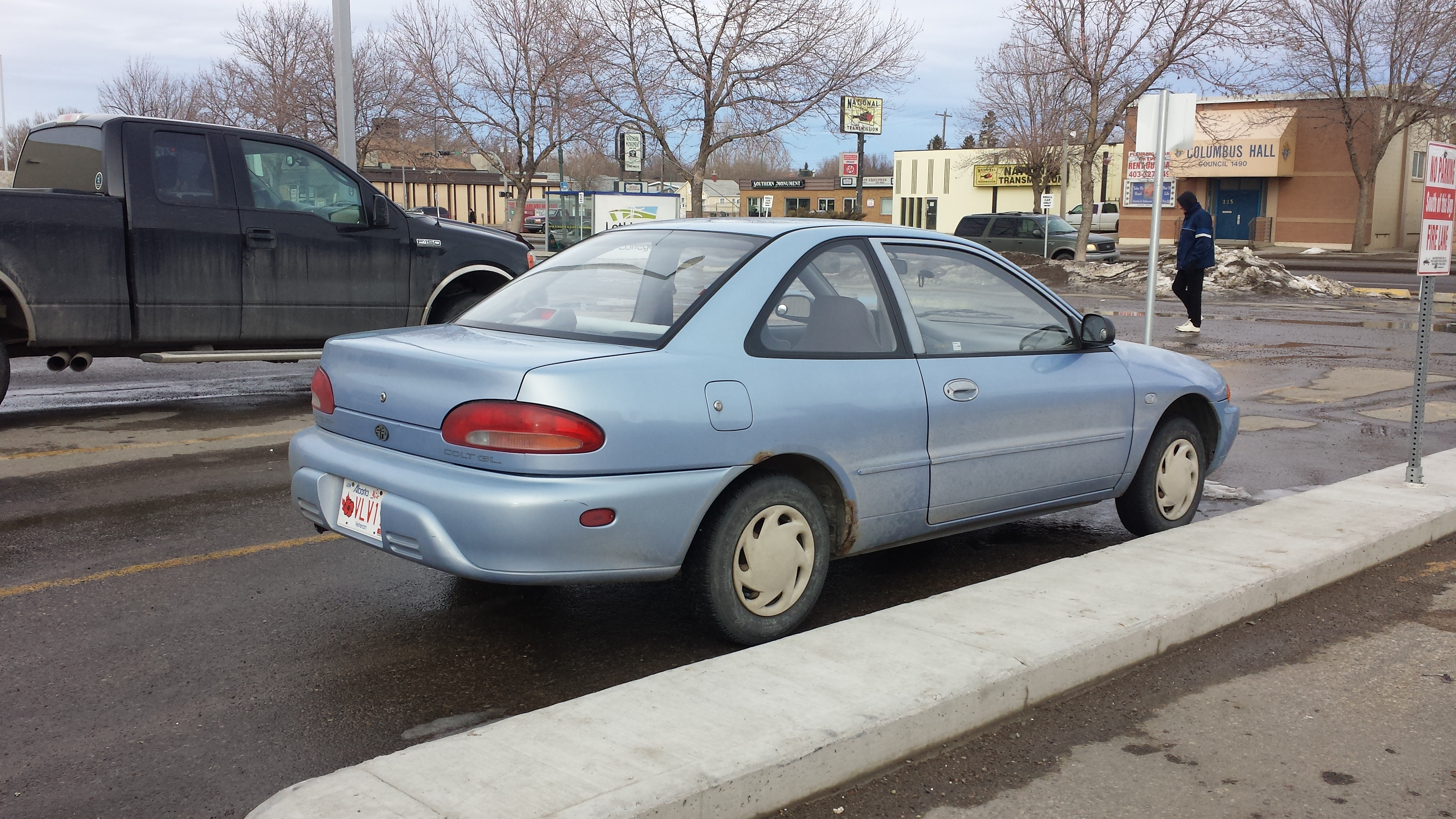
Plymouth Colt VI - tył

Plymouth Colt VI został zaprezentowany po raz pierwszy w 1992 roku.
Szóste i zarazem ostatnie wcielenie Plymoutha Colta zostało zaprezentowane w 1992 roku, równolegle z bliźniaczymi modelami oferowanymi w Ameryce Północnej – Dodge Colt, Eagle Summit oraz Mitsubishi Mirage. Samochód zyskał bardziej krągłe proporcje, z owalnymi motywami i nieznacznie wyeksponowanymi logotypami Plymoutha. 
Produkcja trwała jedynie dwa lata, kiedy to w 1994 roku Colt został wycofany z oferty na rzecz nowego modelu opracowanego już samodzielnie przez koncern Chrysler - Plymouth Neon.

### Silniki
- L4 1.5l 4G15
- L4 1.8l 4G93